# Les Heures brèves
Pour plus de détails, voir Fiche technique et Distribution.
Les Heures brèves (Stolen Hours) est un film américano-britannique réalisé par Daniel Petrie, sorti en 1963.

## Synopsis
Une riche anglaise, en train de mourir, épouse son médecin et va vivre la meilleure année qui lui reste de sa vie.

## Fiche technique
- Titre : Les Heures brèves
- Titre original : Stolen Hours
- Réalisation : Daniel Petrie
- Scénario : Jessamyn West d'après la pièce Dark Victory de George Emerson Brewer Jr. et Bertram Bloch
- Production : Denis Holt, Stuart Millar (producteur associé) et Lawrence Turman (producteur associé)
- Société de production : Barbican Films, The Mirisch Corporation
- Société de distribution : United Artists
- Musique : Mort Lindsey
- Photographie : Harry Waxman
- Montage : Geoffrey Foot
- Direction artistique : Tony Woollard (non crédité)
- Création des décors : Wilfred Shingleton
- Décorateur de plateau : John Hoesli
- Costumes : Beatrice Dawson et Evelyn Gibbs
- Pays de production : États-Unis/Royaume-Uni
- Langue : Anglais
- Format : Couleur - 35 mm - Son : Mono (Westrex Recording System)
- Genre : Mélodrame
- Durée : 97 minutes
- Date de sortie :
  - États-Unis : 2 octobre 1963

## Distribution
- Susan Hayward : Laura Pember
- Michael Craig : Dr. John Carmody
- Diane Baker : Ellen
- Edward Judd : Mike Bannerman
- Paul Rogers : Dr. Eric McKenzie
- Robert Bacon : Peter
- Paul Stassino : Dalporto
- Jerry Desmonde : Colonel
- Ellen McIntosh : Miss Kendall
- Gwen Nelson : Hospital Sister
- Peter Madden : Reynolds
- Joan Young
- Joan Newell : Mme Hewitt
- Chet Baker : Lui-même